# Sant Esteve de Riudellots
Sant Esteve de Riudellots és una església gòtica obra de Riudellots de la Selva (Selva) inclosa a l'Inventari del Patrimoni Arquitectònic de Catalunya.

## Descripció

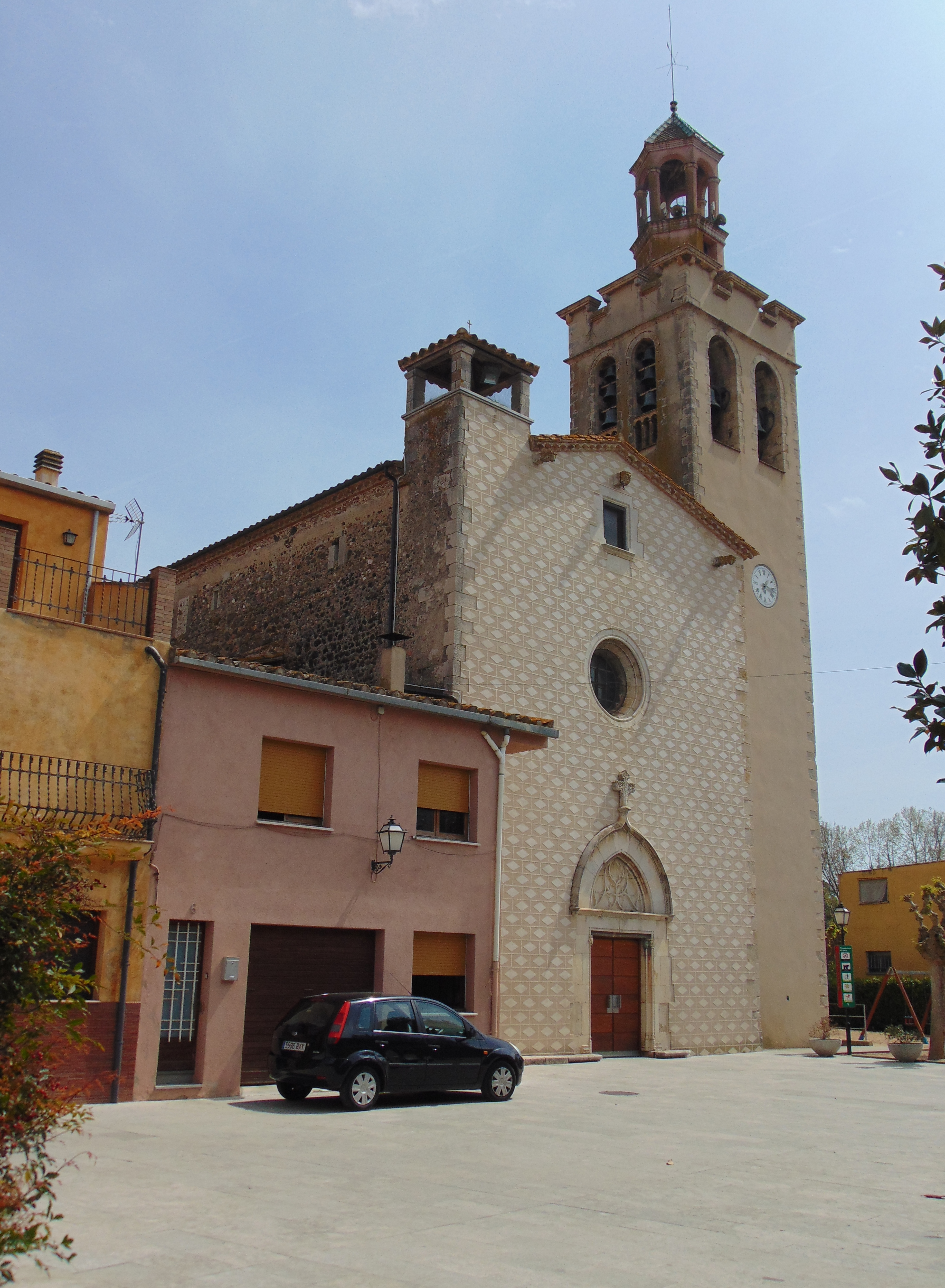

El temple és a l'extrem sud del nucli de la població amb la capçalera orientada a ponent. Al costat dret hi ha l'espai que ocupava l'antic cementiri, avui traslladat a la zona del Mas Joals, i en front s'obre una plaça ampliada i remodelada l'any 1995.
L'església de Riudellots és d'estil gòtic tardà, d'una sola nau i amb capelles laterals, coberta amb volta de creueria i absis poligonal.
La façana principal, orientada a llevant, presenta una bonica portalada rectangular flanquejada per dues columnetes a banda i banda, amb capitells decorats amb animals fantàstics i motius vegetals. Sobre la llinda trobem un arc ogival, acabat amb una creu treballada amb frondes als braços, i decoració d'estil flamíger a l'interior de l'arc. Al centre de la façana hi ha un gran òcul i, una mica més amunt, una finestra que porta inscrita la data de 1592 a la llinda. Sota la teulada de vessants a lateral trobem tres gàrgoles de pedra amb representació d'animals. A l'esquerra, com a acabament a la part superior, s'aixeca un petit comunidor, conegut com a la torre de les bruixes, amb coberta a quatre vents sobre pilars. La totalitat del parament presenta un esgrafiat arrebossat de calç amb dibuixos geomètrics.
El campanar es troba adossat al a l'angle sud-oest de l'edifici i mostra un estil formalment molt allunyat de la resta de l'edifici gòtic. És de planta quadrangular i presenta dos finestrals d'arc de mig punt per banda a la part superior. Aquesta torre està rematada per un cupulí de planta hexagonal amb obertures d'arc i coberta apuntada amb recobriment ceràmic.
L'edifici està adossat a altres cases pel costat nord, al lateral sud s'hi obre un petit jardí que conserva encara algunes làpides de l'antic cementiri i té una escala exterior al costat de l'absis que presenta quatre potents contraforts. El parament combina pedra irregular i carreus ben escairats.
A l'interior trobem als peus el cor amb balustrada de fusta que reposa sobre una volta rebaixada. La nau central té volta de creueria amb claus de volta esculpides i la capçalera poligonal de tres bandes, amb dos grans finestrals gòtics apuntats amb vitralls. A cada costat de la nau hi ha capelles i al costat dret trobem la sagristia i altres dependències parroquials annexes.
Amb la restauració recent s'ha recuperat l'espai existent sobre les voltes i s'ha fet una gran sala sota la coberta, que s'ha aixecat uns 40 cm més respecte a l'original, a la qual s'hi accedeix per l'escala que mena al campanar al costat sud-est.
Els elements més remarcables són:
La trona de pedra, que ha estat reconstruïda però que conserva el cap del Dimoni o d'en Luter del segle xv esculpit en l'acabament de la base. També es conserva la porta d'accés a la trona amb la data de 1623 a la llinda.
La imatge d'alabastre gòtica de la Mare de Déu, anomenada l'Antiga. Va desaparèixer el 1939 i ha estat recuperada i restaurada l'any 1994. Representa la Mare de Déu amb el nen Jesús portant un ocell a la mà.
I finalment, la calaixera barroca de la sagristia de 1786. Es tracta d'un moble d'estil provençal de fusta de noguer. Una fornícula de la calaixera conté una talla de fusta policromada de la Verge amb un fons de color blau cel i amb estrelles.

## Història
La parròquia de Sant Esteve de Riudellots de la Selva existeix des del 882. És esmentada per primera vegada en un acte de donació que el bisbe Teuter signà el 24 de novembredel 887, pel qual donava a Santa Maria de Girona i Sant Feliu diverses esglésies, entre les que hi havia la «basilicam de Rivo de Luto». A l'any 1242 apareix com a «Rivolutlrum». L'església primitiva de Riudellots era situada entre el riu Cric i el riu Riudevilla. L'any 1430, o bé per evitar les contínues inundacions, o a causa del terratrèmol de 1428, es decideix traslladar el nucli urbà i l'església a la zona actual. De l'antiga església romànica no en queda cap vestigi.
En un primer moment, en ell lloc de l'actual, es va construir una capella dedicada a Sant Sebastià però ben aviat es va començar a aixecar l'església gòtica que ha arribat als nostres dies.
Josep M. Marquès estableix la cronologia bàsica de les obres de l'edifici de Sant Esteve que van començar el 1500' El 1527 ja té quatre altars: l'altar major, dedicat a Sant Esteve, el de Santa Maria, el de Sant Miquel i el de Sant Sebastià. Entre els anys 1545 i 1551 es fan el cor i les escales. Finalment, es realitza el retaule major que s'acaba el 1565, avui desaparegut.
L'església, però, ha sofert altres intervencions de remodelació i millora d'abast menor al llarg de la història. Així, per exemple, el 1784 es va incendiar la sagristia i tot el que contenia. La calaixera barroca actual devia encarregar-se per substituir el mobiliari desaparegut. La remodelació de l'altar de la Mare de Déu del Roser es va acabar el 1852. També hi va haver intervencions que afectaven a l'estructura original com l'edificació al costat nord d'una nova capella dedicada a la Mare de Déu de la Concepció. Durant la Guerra Civil l'interior va ser molt malmés i el retaule renaixentista va ser destruït. Als anys 60 del segle xxe s'hi va instal·lar un nou retaule d'estil neogòtic de menys valor artístic que l'original.

## Les campanes
El campanar de l'església de Riudellots acull un total de deu campanes. Als finestrals posteriors del campanar hi ha les dues campanes velles horàries, que actualment toquen els quarts. La petita fou refosa per Esteva Pvig el 1820 a Girona. La grossa data del 1626, fosa a Olot per els Calsa.
L'any 1991 es compraren les dues campanes litúrgiques, la Conxita i la Montserrat, i un carilló (d'ús elèctric) de sis notes format pels primers sis graus de l'escala de Re Major, la funció del qual és interpretar el Virolai cada dia a les 12 i a les 7 de la tarda durant el toc de l'Ave Maria. Les vuit campanes noves són obra de Campanas Quintana (Saldaña, Palència).